# Puerto Rico i olympiska vinterspelen 1994
Puerto Rico deltog i olympiska vinterspelen 1994. Puerto Ricos trupp bestod av fem män.

## Resultat

### Bob
- Två-manna
  - John Amabile och Jorge Bonnet - 40

- Fyra-manna
  - Liston Bochette, José Ferrer, Jorge Bonnet och Douglas Rosado - 25